# Coutouvre
Coutouvre là một xã trong tỉnh Loire miền trung nước Pháp.
It lies about 90 km (56 mi) northwest of Lyon.

## People
Coutouvre was the birthplace of:
- Claude Marie Dubuis
- Louis Mercier
- Jeanne-Marie Chavoin